# Walerij Berezowski
Walerij Jurjewicz Berezowski (kirg. Валерий Юрьевич Березовский; ur. 23 lipca 1975, Kirgiska SRR) – kirgiski piłkarz, grający na pozycji napastnika, reprezentant Kirgistanu. 

## Kariera piłkarska

### Kariera klubowa
W 1992 rozpoczął karierę piłkarską w klubie Ałga Biszkek. W 1996 został piłkarzem drużyny Astrateks Astrachań, grającej w III lidze rosyjskiej. Po roku powrócił do Ałgi, która zmieniła nazwę na Ałga-PWO, a potem na SKA-PWO. W 2001 wyjechał do Kazachstanu, gdzie 2,5 sezony występował w Żetysu Tałdykorgan, a potem pół roku bronił barw klubu Jesil-Bogatyr Petropawł. W 2004 powrócił do Kirgistanu, gdzie został piłkarzem Dordoj-Dinamo Naryn. W 2008 przeszedł do Abdysz-Ata Kant.

### Kariera reprezentacyjna
Występował w reprezentacji Kirgistanu. Łącznie rozegrał 26 spotkań, strzelił 1 gola.

## Sukcesy

### Sukcesy klubowe
- mistrz Kirgistanu: 1992, 1993, 2000, 2004, 2005, 2006, 2007
- zdobywca Pucharu Kirgistanu: 1992, 1997, 1998, 1999, 2000, 2004, 2005, 2006, 2009

### Sukcesy indywidualne
- król strzelców Wyższej Ligi Kirgistanu: 2000 (32 goli)